# フランソワ・バザン
フランソワ・エマニュエル・ジョゼフ・バザン（François Emmanuel Joseph Bazin (発音: [fʁɑ̃.swa ba.zɛ̃] 1816年9月4日 - 1878年7月2日）は、19世紀フランスのオペラ作曲家。

## 生涯
バザンはマルセイユに生まれた。パリ音楽院ではダニエル＝フランソワ＝エスプリ・オベールの薫陶を受けた。同音楽院で教育課程を修了したバザンは、後に母校の和声学の講義で教壇に立っており、その職は自らの教え子であったエミール・デュランに引き継いだ。バザンの門下生には他にもドミニク・デュシャルム、アレクサンドル・シャルル・ルコック、アドルフ・ダンハウザー、ポール・ルーニョン、アンドレ・ヴォルムゼル、ジョルジュ・マティアス、テオドール・サロメらがいる。
バザンは1840年、23歳でカンタータ『Loyse de Monfort』がローマ大賞に選ばれた。彼の作品の中ではパリで初演されたオペラ＝コミック『Le voyage en Chine』が最も知られており、この作品は20世紀以降もしばしば上演されていた。彼のライト・オペラは作曲者の生前は人気を保っていたものの、今日では顧みられる機会が少なくなっている。テノール歌手のロベルト・アラーニャが『Maître Pathelin』から「Je pense à vous」を録音するなど、バザンの数あるアリアは今も時おり歌われている。
バザンはパリで仕事中に61年の生涯を閉じた。

## 主要作品

### オペラ＝コミック
- Le Trompette de Monsieur le Prince （JoubertとMelesville） 1846年
- Le malheur d'être jolie （Desnoyers） 1847年
- La nuit de la Saint-Sylvestre （MélesvilleとM. Masson） 1849年
- Madelon （Sauvage） 1852年
- Maître Pathelin （de LeuvenとLanglé） 1856年
- Les désespérés （de LeuvenとLanglé） 1858年
- Marianne （Challamel） （未上演）
- Le Voyage en Chine （LabicheとDelacour） 1865年
- L'ours et le pacha （ScribeとSaintine/J. X. Boniface） 1870年

## 教育
バザンの著した「和声法」と「対位法」はルベルの和声法と異なり、初心者に配慮した記述が目立つ。「音度を示せ」という初歩を問う練習問題は、おそらく一番多い。
「対位法」はすべての単元に範例を全曲掲載してあるため、対位法の教本であるにもかかわらず500ページを越える。後にアンドレ・ジェダルジュの小冊子の執筆の際に参照された。